# NNNワイドニュース
『NNNワイドニュース』（エヌエヌエヌ ワイドニュース）は、1966年10月31日から1972年1月1日まで日本テレビから全国のNNN系列局に向けて放送された、カラー放送の報道番組である。

## 概要
日本テレビはこれまで昼のニュースは『日本テレニュース』と『婦人ニュース』を放送してきたが、1966年4月のNNN結成を機にこれらの番組に代わる昼の基幹ニュースとして、1966年8月31日にパイロット版、1966年10月に12時30分からの30分番組による昼のニュースワイドとなる形でスタートした。
ニュース番組としては民放で初めて全面カラー映像による放送を取り入れた（このコメントは、日本テレビ50年史編集室（編集）による「テレビ夢50年 番組編2 1961〜1970」の22ページに記載されている文章で、「NHK年鑑'67」の9ページには、この番組について、カラー取材でないニュース素材（主に地方局）は、モノクロの素材をそのまま放送していると記載されている。）。
キャスターには作曲家の黛敏郎や劇評論家の大木豊といった文化人を起用、ワイドショー的ニュース番組の先駆となった。1967年1月より毎週土曜日の放送に10分程度衛星中継の枠を設け、アメリカ・NBCのスタジオから生で特派員リポートを放送した。1968年に開始時間を30分繰り上げるとともに、木島則夫がキャスターに就き主婦向けを意識した内容となった。しかし視聴率がふるわなかったこともあり1972年に放送を終了した。

## 司会者
月は推定。●は放送当時日本テレビアナウンサー（木島は局契約）。
| 期間      | 期間      | 月曜      | 火曜        | 水曜        | 木曜      | 金曜      | 土曜      |
| --------- | --------- | --------- | ----------- | ----------- | --------- | --------- | --------- |
| 1966.11.1 | 1967.9.30 | 大木豊    | 大木豊      | 大木豊      | 黛敏郎    | 黛敏郎    | 山崎英祐  |
| 1967.10.2 | 1968.8.28 | 荻昌弘    | 荻昌弘      | 荻昌弘      | 黛敏郎    | 黛敏郎    | 黛敏郎    |
| 1968.9.30 | 1969.1.4  | ●木島則夫 | ●木島則夫   | ●木島則夫   | 黛敏郎    | 黛敏郎    | 黛敏郎    |
| 1969.1.6  | 1969.9.27 | ●木島則夫 | ●木島則夫   | ●木島則夫   | ●木島則夫 | ●木島則夫 | ●木島則夫 |
| 1969.9.29 | 1971.4.3  | ●木島則夫 | ●木島則夫   | ●木島則夫   | ●木島則夫 | ●木島則夫 | 岩立一郎  |
| 1971.4.5  | 1971.10.2 | 岩立一郎  | ●越智正典   | ●越智正典   | ●越智正典 | 岩立一郎  | 岩立一郎  |
| 1971.10.4 | 1972.1.1  | ●越智正典 | ●本多当一郎 | ●本多当一郎 | ●越智正典 | 岩立一郎  | 岩立一郎  |